# Jurassic World
Jurassic World – amerykański film z 2015 roku w reżyserii Colina Trevorrowa, będący kontynuacją Parku Jurajskiego z 1993 roku.
Jest to jeden z najbardziej dochodowych filmów w historii kina.

## Fabuła
W 2015 roku, 22 lata po wydarzeniach ukazanych w Parku Jurajskim na wyspie Isla Nublar działa w pełni sprawny park rozrywki, którego główną atrakcją są przywrócone do życia na drodze klonowania dinozaury. Spełniło się wielkie marzenie Johna Hammonda – park każdego roku przyciąga miliony turystów. Wyspą zarządza teraz firma Masrani Corporation, która wyciągnęła wnioski z tragicznych wydarzeń, jakie miały miejsce w 1993 roku. Park jest nieustannie strzeżony przez ochroniarzy i najemników, wyposażonych w nowoczesną broń i pojazdy.
Genetycy parku, przez połączenie materiału genetycznego kilku teropodów oraz współczesnych zwierząt, tworzą nowy gatunek dinozaura. Zwierzę, nazwane Indominus rex, poza przerażającym wyglądem wykazuje niespotykany poziom agresji, a przy tym potrafi zmieniać kolor skóry, by upodobnić się do otoczenia. Ma służyć jako nowa atrakcja parku i przyciągnąć większą ilość spragnionych mocnych wrażeń turystów. Dinozaur wymyka się spod kontroli, co wprowadza chaos na wyspie.

## Obsada
- Chris Pratt – Owen Grady
- Bryce Dallas Howard – Claire Dearing
- Jake Johnson – Lowery
- Omar Sy – Barry
- Irrfan Khan – Simon Masrani
- Vincent D’Onofrio – Vic Hoskins
- BD Wong – dr Henry Wu
- Ty Simpkins – Gray
- Nick Robinson – Zach
- Lauren Lapkus – Vivian
- Judy Greer – Karen
- Katie McGrath – Zara
- Brian Tee – Takashi Hamada
- James DuMont – Hal Osterly

## Produkcja
Universal Studios wielokrotnie przymierzało się do stworzenia 4. części serii Jurassic Park – w 2004 roku powstał scenariusz autorstwa Johna Saylesa i Williama Monahana. Przedsięwzięcie nie powiodło się i studio zarzuciło produkcję filmu.
Studio ponownie rozpoczęło produkcję w roku 2007. Premiera była planowana na rok 2009, jednak produkcję przerwała śmierć Michaela Crichtona, scenarzysty poprzednich części.
O tzw. Jurassic Parku IV znów zrobiło się głośno w roku 2011, kiedy to Steven Spielberg poinformował o swojej gotowości do stworzenia 4. części. Studio z entuzjazmem przyjęło propozycję. Na konwencie San Diego Comic-Con w 2012 roku producent Frank Marshall oficjalnie ogłosił, że premiera filmu odbędzie się latem 2014 roku. 12 stycznia 2013 roku na oficjalnym profilu filmu na Facebooku pojawiła się dokładna data premiery – 13 czerwca 2014. W marcu 2013 roku na reżysera został wybrany Colin Trevorrow.
8 maja 2013 roku ogłoszono, że premiera opóźni się z powodu restrukturyzacji ekipy i zwolnienia części pracowników. Nowa data premiery (10 czerwca 2015) została ustalona dopiero 11 września, wtedy też film zyskał oficjalny tytuł.
Zdjęcia trwały od 10 kwietnia do 5 sierpnia 2014 roku. Były kręcone na Hawajach, w San Diego, Nowym Orleanie i Baton Rouge.